# Мусома
Мусома (англ. Musoma, в пер. с суахили — «Полуостров») — город в Танзании.

## Общие сведения
Мусома — административный центр танзанийского северо-западного региона Мара. Численность населения составляет 121.125 человек (на 2005 год). Жители представляют различные африканские этносы — в первую очередь луо, куриа и квая.

## География и история
Город расположен на восточном берегу озера Виктория, в месте впадения в него реки Мара, недалеко от границы с Кенией. Дельта Мары образует здесь полуостров, давший название самому городу. Мусома находится на 550 километров северо-западнее столицы Танзании Додомы.
Город был основан в конце XIX столетия германскими колониальными властями. До наших дней в Мусоме сохранилось здание германской администрации (сейчас здесь находится управление полиции).

## Экономика и окрестности
Основой городской экономики является рыболовство в озере Виктория. В Мусоме построено несколько рыбоперерабатывающих предприятий, принадлежащих европейским и индийским владельцам. Сельское хозяйство играет лишь подсобную роль.
Аэропорт. Поддерживается паромное сообщение по озеру Виктория.
К югу от Мусомы расположен Национальный парк Серенгети. В окрестностях города родился руководитель танзанийского государства Джулиус Ньерере, в честь которого открыт музей.